# Chasmanthe floribunda
Chasmanthe floribunda är en irisväxtart som först beskrevs av Richard Anthony Salisbury, och fick sitt nu gällande namn av Nicholas Edward Brown. Chasmanthe floribunda ingår i släktet Chasmanthe och familjen irisväxter.

## Underarter
Arten delas in i följande underarter:
- C. f. duckittii
- C. f. floribunda

## Bildgalleri

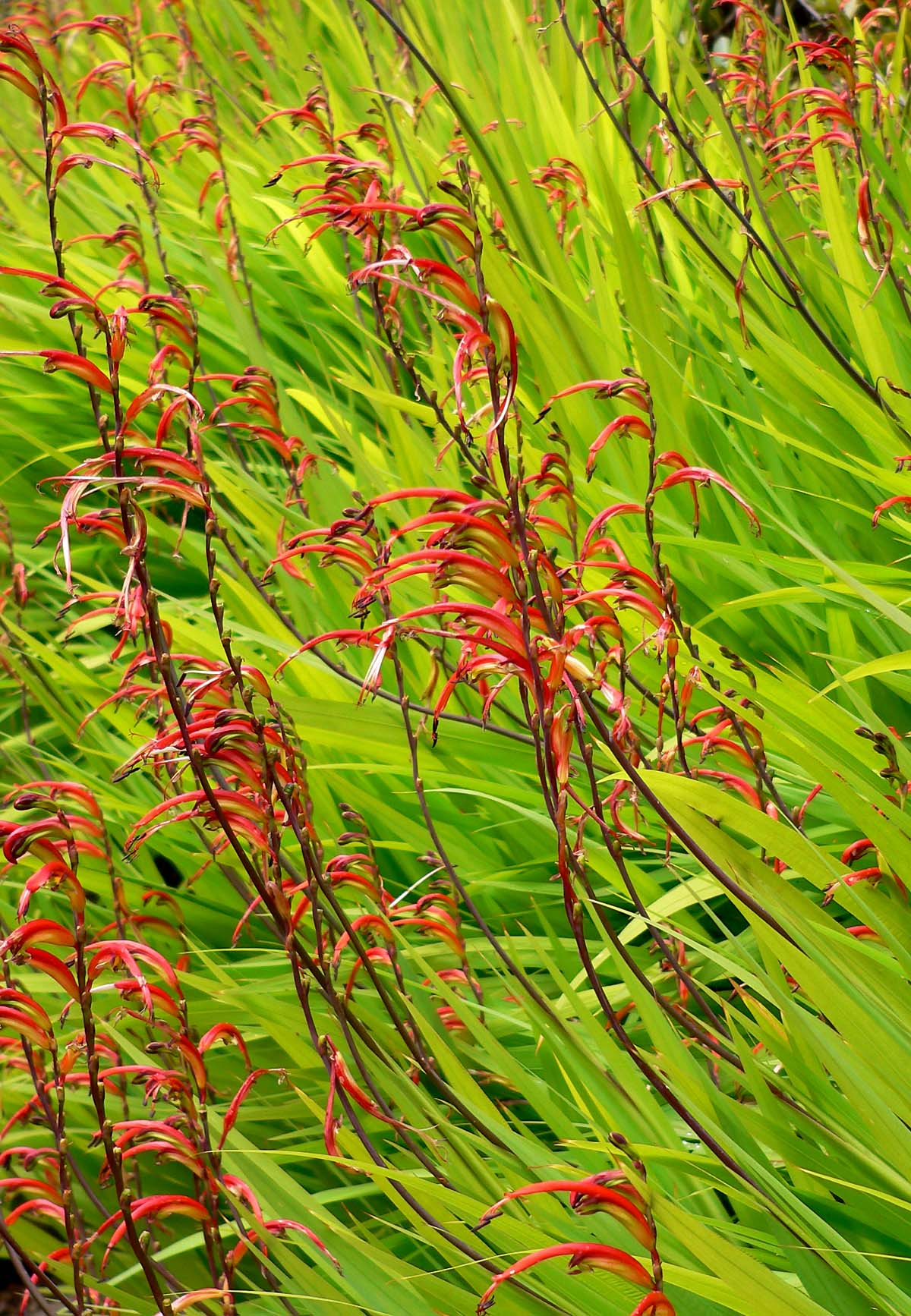
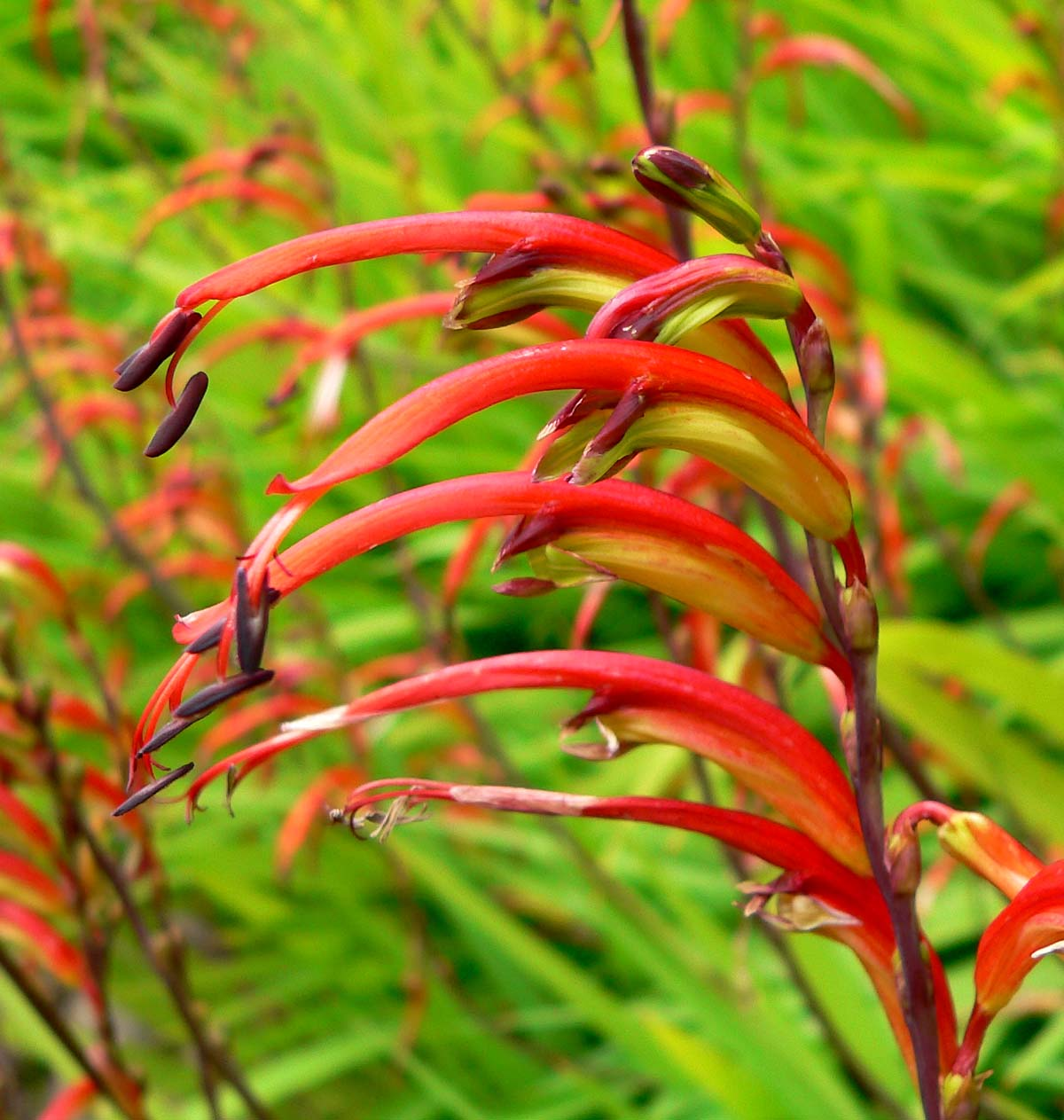
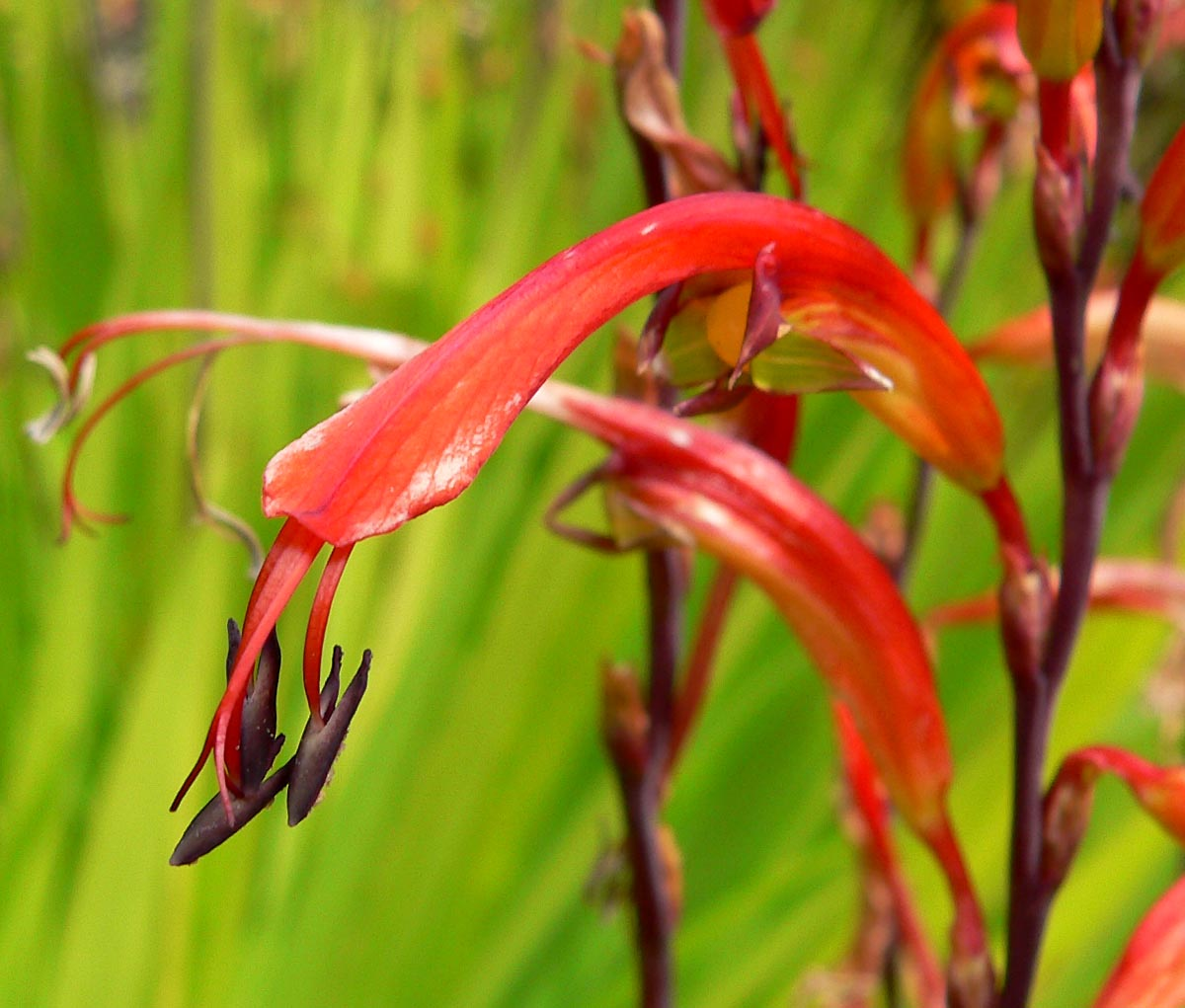
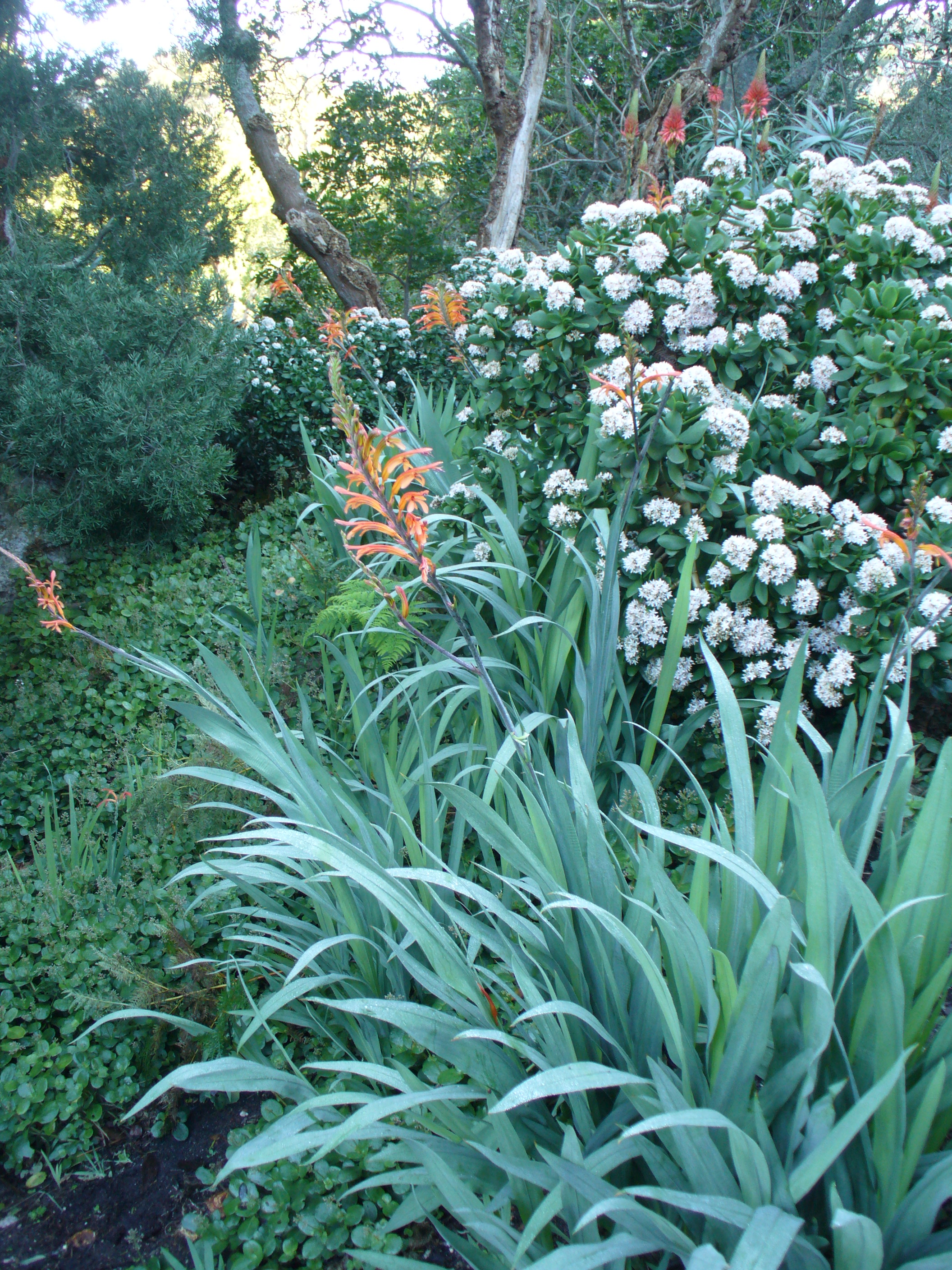
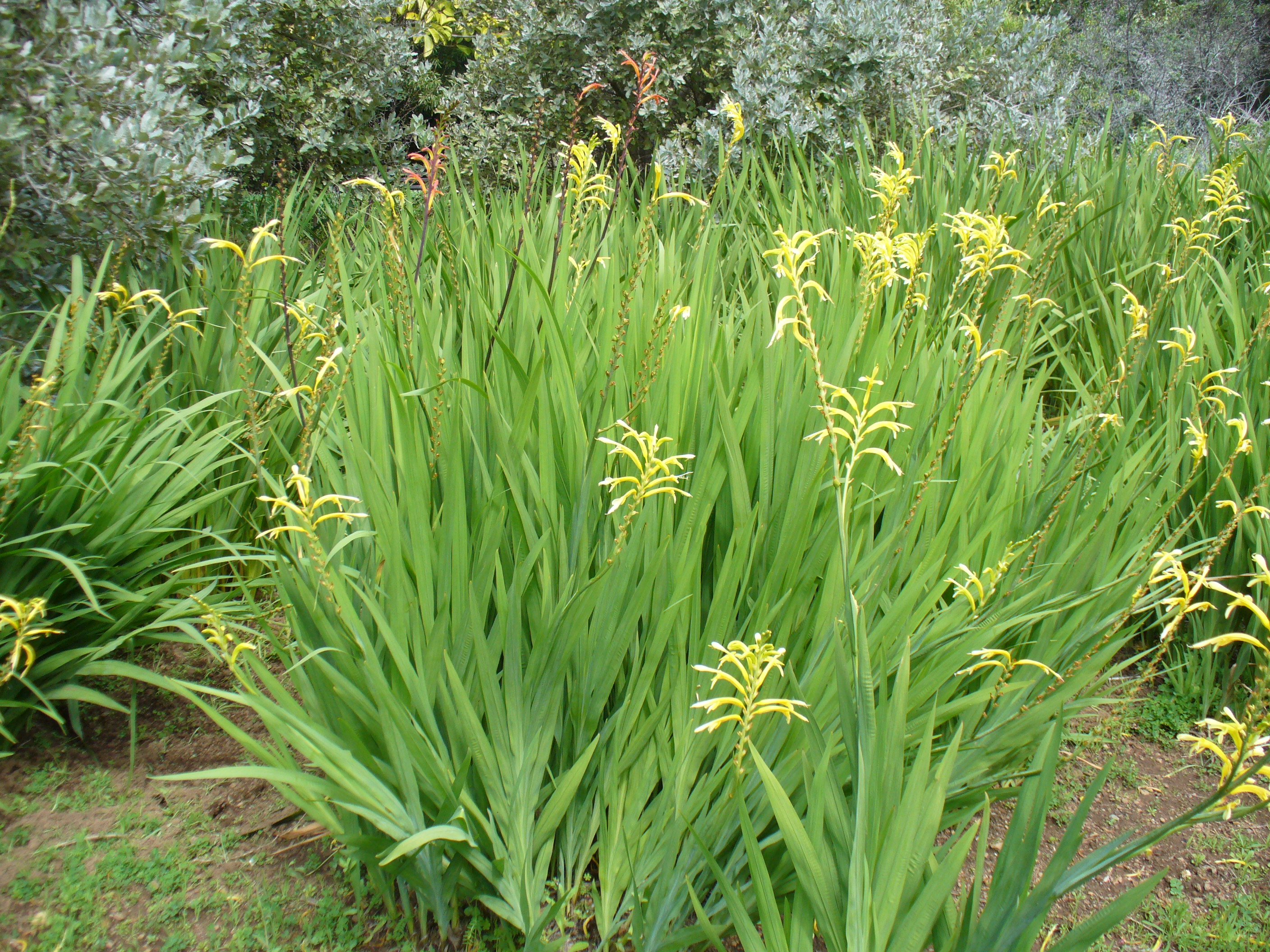
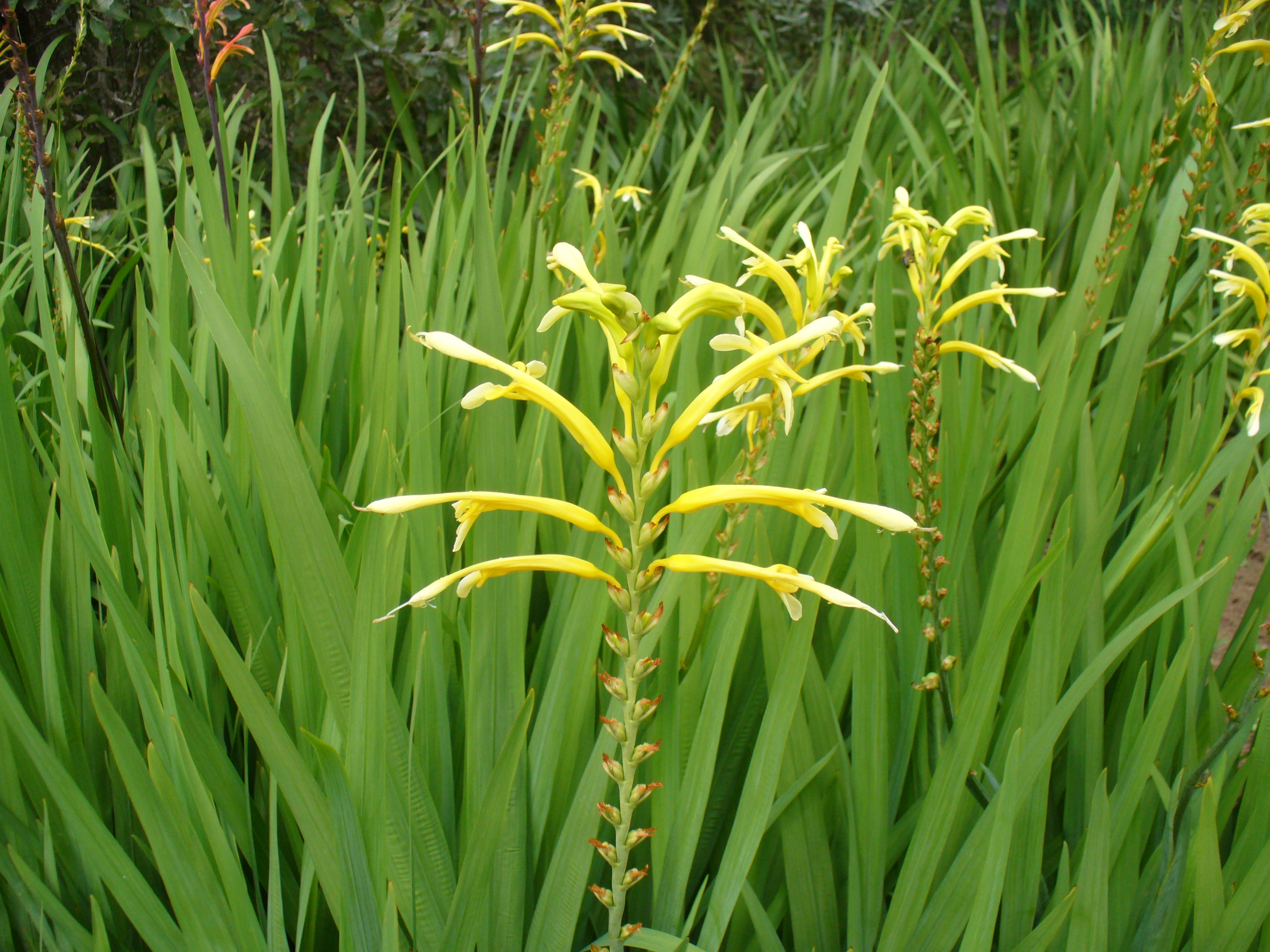